# T.N.T./T.N.ai.
 T.N.T.、T.N.ai.は、フジテレビ系列（テレビ大分を除く）で生放送の朝の情報番組『めざましテレビ』の当時の出演者により結成されたユニットである。

## 概要・変遷
- 2003年に「めざましテレビ」が放送10周年を迎えるにあたり、記念企画として、フジテレビアナウンサーの高島彩と中野美奈子、お天気キャスター高樹千佳子による3人組ユニット「T.N.T.」が結成された。元々は期間限定ユニットであったが、その後、2004年4月から「T.N.T.のちょっとそこまで★」のコーナーで活動し、メインキャスターの大塚範一からは看板ユニットと称されるほどであった。
- 2005年に高樹が番組を卒業（同年4月からは『めざましどようび』へ）。そのため、T.N.T.の活動も2005年3月を以って終了した。同時に「T.N.T.のちょっとそこまで★」も終了となり、最終回は3人そろってお花見をしながら、約束の空を歌って高樹を送り出した。なお、最終回ではT.N.T.の希望を出来るだけ反映した演出になっており、放送がVTRによるものであったことから、収録ロケーション中の飲酒も制限つきで特別に認められた。
- 高樹の卒業後、新お天気キャスターとなった皆藤愛子を新たに迎え、「T.N.ai.」へと移行した。それに伴い、「T.N.T.のちょっとそこまで★」は「T.N.ai.のちょっとそこまで♥」にリニューアルした。2005年10月からはそれぞれが担当する新コーナーがスタート（月曜を高島、火曜を皆藤、水曜を中野が担当。ちなみに木曜は柳野玲子、金曜は野仲美貴が担当）。2006年4月、番組の大幅リニューアルにより、T.N.ai.のコーナーは終了、以後は「ミナコの元気のミナもと」をはじめとするコーナーで活動していた。現在は「T.N.ai.」の呼称を使うことはあまりない。ただし、3人そろって1つというコンセプトは継続していた。
- 2006年9月5日放送、カスペ!『オールスター大集合!一発勝負で賞金ゲット!イライラゲームランド』では、『めざましテレビ』の選抜代表チーム"team めざまし"が参加。なお、参加メンバーは実質T.N.ai.の3人であった。
- 2006年11月6日より、T.N.ai.が登場するミニゲーム「T.N.ai.スロットマシーン」が、フジテレビ『めざましテレビ』サイト内に登場した。
- 2009年3月に中野が番組を卒業したことにより、事実上活動を休止した。

## ユニット

### T.N.T.
- 活動期間：2003年秋頃～2005年3月
- T. ‐ 高島彩：メインキャスター
- N. ‐ 中野美奈子：情報キャスター
- T. ‐ 高樹千佳子：お天気キャスター
- 特徴
  - 高島、中野、高樹は3人とも1979年生まれだが、高島は早生まれの為、学年は1コ上になる。
  - 3人ともダジャレやギャグが好きである。
  - 平均身長：161cm
  - 主な役割・流れ：中野のダジャレで始まり、高樹がギャグを言い、高島によって締められるという三段落ち。

- リリース：「約束の空」

### T.N.ai.
- 活動期間：2005年4月～2009年3月
- T. ‐ 高島彩：メインキャスター
- N. ‐ 中野美奈子：情報キャスター
- ai. ‐ 皆藤愛子：お天気キャスター
- 特徴
  - 3人とも同じ血液型:B型である。
  - 平均身長：159cm
  - 主な役割・流れ：中野がダジャレ交じりのクイズを出題し、それを振られた皆藤が答えるか、或いは高島が割り込む。